# Прожектор (Нюксенский район)
Прожектор — деревня в Нюксенском районе Вологодской области.
Входит в состав Нюксенского сельского поселения, с точки зрения административно-территориального деления — в Нюксенский сельсовет.
Расстояние до районного центра Нюксеницы по автодороге — 1 км.
По переписи 2002 года население — 47 человек (24 мужчины, 23 женщины). Преобладающая национальность — русские (98 %).